# Гулиев, Азиз Бейляр оглы
Азиз Бейляр оглы Гулиев (азерб. Quliyev Əziz Bəylər oğlu; 2 мая 1987, Баку, Азербайджан) — азербайджанский футболист, амплуа — полузащитник.

## Клубная карьера

### Россия

#### Чемпионат
В период с 2005 по 2007 гг-да защищал цвета российских клубов «Алания» Владикавказ и «Автодор» Владикавказ.
В составе владикавказского «Автодора», выступавшего в Зоне Юг, Второго Дивизиона первенства России, за два сезона (2006—2007) провел 21 игру, проведя в общей сложности на поле 763 минуты.

#### Кубок
26 апреля 2006 года провел игру в Кубке России сезона 2006/2007 годов в составе ФК «Автодор» против Владикавказской «Алании».

### Азербайджан

#### Чемпионат
Дебют в чемпионате Азербайджана состоялся в 2007 году, с выступления в клубе «Карван» Евлах. В 2009 году подписал контракт с клубом Премьер-лиги ФК «Баку», игроком которого является по сегодняшний день. Будучи игроком бакинцев, на правах аренды выступал в клубах «Интер» и «Ряван».

#### Кубок
Статистика выступлений в Кубке Азербайджана по сезонам:
| № | Сезон       | Клуб    | Игр | В запасе | Голов |
| - | ----------- | ------- | --- | -------- | ----- |
| 1 | 2009 / 2010 | «Баку»  | 2   | 0        | 0     |
| 2 | 2010 / 2011 | «Баку»  | 3   | 0        | 0     |
| 3 | 2011 / 2012 | «Интер» | 0   | 2        | 0     |
| 4 | 2012 / 2013 | «Баку»  | 2   | 0        | 0     |

## Достижения
- Победитель Кубка Азербайджана сезона 2009/2010 годов в составе ФК «Баку».
- Серебряный призёр Премьер-Лиги Азербайджана сезона 2009/2010 годов в составе ФК «Баку».